# 安田氏
安田氏（やすだし）
1. 大江姓毛利氏の一族。
2. 桓武平氏の一族。
3. 甲斐源氏の一族。

なお、大江姓毛利氏の安田氏と桓武平氏の安田氏は、ともに戦国時代の越後国で上杉謙信に仕えたことなどから混同されやすいが、全く別の氏族である。

## 安田氏（大江姓毛利氏）
安田氏（やすだし）は、大江姓毛利氏の系統を受け継ぐ日本の氏族。
大江広元から、毛利季光 - 毛利経光と続く大江姓毛利氏があるが、
毛利経光の長男、毛利基親は越後国毛利氏の祖となり、
毛利経光の四男、毛利時親は安芸国毛利氏の祖となる。
その後、基親の家系は毛利時元 - 毛利経高と続き、越後北条氏、安田氏へとさらに枝分かれした。

### 南北朝時代
越後安国寺と安田氏が鵜河庄安田をめぐり揉めたとある。長尾氏や上杉氏もこれに関わったが、結局将軍足利義満は安田憲朝の鵜河庄相続を認めた。

### 室町時代
憲朝の長男の房朝は安田家を出て、鎌倉公方足利氏に従い戦功をあげた。房朝が家を出たため、安田家は房朝の弟の道元が継いでいる。しかしその後関東公方に従っていた房朝は越後に戻り、越後守護上杉房定に対し傲慢な振る舞いをするようになった。安田当主である道元の息子、重広は房定の命を受け、伯父の房朝を討った。

### 戦国時代
1507年、守護代の長尾為景が、守護の上杉房能を討つという事件が起こる。その後上杉氏と長尾氏の抗争が起きるが、通説では安田家当主安田広春は長尾為景に従い、各地で戦ったとされる。しかし、実際にはその前後の安田氏の当主は弥九郎という人物でその死後に長尾為景が安田百（幼名）に所領を安堵したことが知られている。百はその跡を継いだ景元とみられ、広春は安田氏・北条氏の庶流から越後上杉氏の奉行人に抜擢された人物とみられている（ただし、広春が安田氏の娘婿として名代を務めた可能性はある）。
安田景元は長尾晴景 - 景虎（上杉謙信）に従う。景元のあとは顕元に引き継がれ、顕元は信濃国の飯山城を任された。だが顕元は御館の乱の争いに対する恩賞の問題で、景勝側近と景虎方の武将の板ばさみにあい自害した。顕元の弟、能元が跡を継いだ。

### 安土桃山時代・江戸時代
その後豊臣秀吉の天下統一を経て、上杉景勝の会津転封にも従う。秀吉死後の関ヶ原の戦いで上杉家は西軍石田三成方についたため減封となり、能元も米沢に移った。安田家は代々にわたって続いていくことになる。
また毛利氏に復姓し、米沢藩家老を務める者もいた。
江戸時代の分領家の系図については米沢藩#分領家（14戸）を参照。

### 系図
```
安田憲朝
 - 
安田道元
 - 
安田重広
 - 
安田清広
 - 安田弥九郎 - 
安田景元
 - 
安田顕元
 - 
安田能元
```

## 安田氏（桓武平氏）
安田氏（やすだし）は、桓武平氏大掾氏流の城氏の一族の大見氏の末裔という。上杉謙信に仕えた安田長秀などがいる。柿崎氏、水原氏（杉原氏）は同族とされる。版籍奉還の時、米沢藩で千石取り。家紋は九曜星。累代の鎧は緋縅。直系子孫には、系図も現存すると伝わる。

## 安田氏（甲斐源氏）
安田氏（やすだし）は、甲斐源氏の一族。甲斐国山梨郡安田郷（山梨市）を本貫地とする。甲斐源氏の一族は平安時代後期に甲府盆地各地へ進出するが、盆地東部へは源義清四男の安田義定が進出し、旧族安田氏を継承したと考えられている。義定は牧荘などを本拠とし、甲州市塩山藤木の放光寺などを創建した。治承・寿永の乱においても活躍し遠江守護・遠江守となる。
『吾妻鏡』建久4年（1193年）11月28日条によれば、この日、源頼朝により義定の嫡子義資が梟首（）され所領は没収される事件が発生し、翌建久5年（1194年）には義定自身も謀反の罪により梟首されたという。
戦国時代には、安田氏に関わる可能性のある人物として甲斐武田氏の家臣である武田三郎・武田信之（西保三郎）がいる。武田三郎は武田晴信（信玄）に近い武田一門の人物であると推定されており、安田氏を継承していた可能性が考えられている。武田三郎は天文19年（1550年）から天文20年（1551年）以降の史料には見られず、まもなく死去したとも考えられている。一方、武田信之は信玄と正室・三条夫人の子で、天文11年（1534年）から天文14年頃に出生し、天文20年から天文23年（1554年）の間に死去したと推定されている。信之は「西保三郎」を称していることから武田三郎の没後に安田氏の名跡を継いでいた可能性が想定されているが、信之の死去により安田氏は絶家したと考えられている。また、信玄の末子の信清も安田氏と称して、越後の上杉氏に仕えている。
支流としては粟屋氏がある。